# 松並健治
松並 健治（まつなみ けんじ、1970年11月15日（54歳） - ）は、千葉県出身の気象予報士。血液型はA型。

## 来歴・人物
- 中央学院大学商学部情報学科卒。趣味はスキー、スポーツ観戦。
- 2008年、会社「K's Factory」を設立する。このため、以前から在籍していたウェザーマップからは独立した（脱退時期不明）。

## 出演番組

### 現在
- news zero（日本テレビ） - 気象解説（不定期）

### 過去
- ANN NEWS&SPORTS（テレビ朝日） - 日曜日[1]
- 午後の天気ゴコロ
- That's! 天気予報
- チーム森田の天気を斬る!（水・木曜日）
- スッキリ（日本テレビ） - お天気キャスター（月〜水曜）